# Каслмейн
Каслмейн (англ. Castlemaine; ирл. Caisleán na Mainge, Кашлян-на-Манге) — деревня в Ирландии, находится в графстве Керри (провинция Манстер).